# Skalité
Skalité (Hongaars: Sziklaszoros) is een Slowaakse gemeente in de regio Žilina, en maakt deel uit van het district Čadca.
Skalité telt 5.214 inwoners.